# Funció contínuament diferenciable

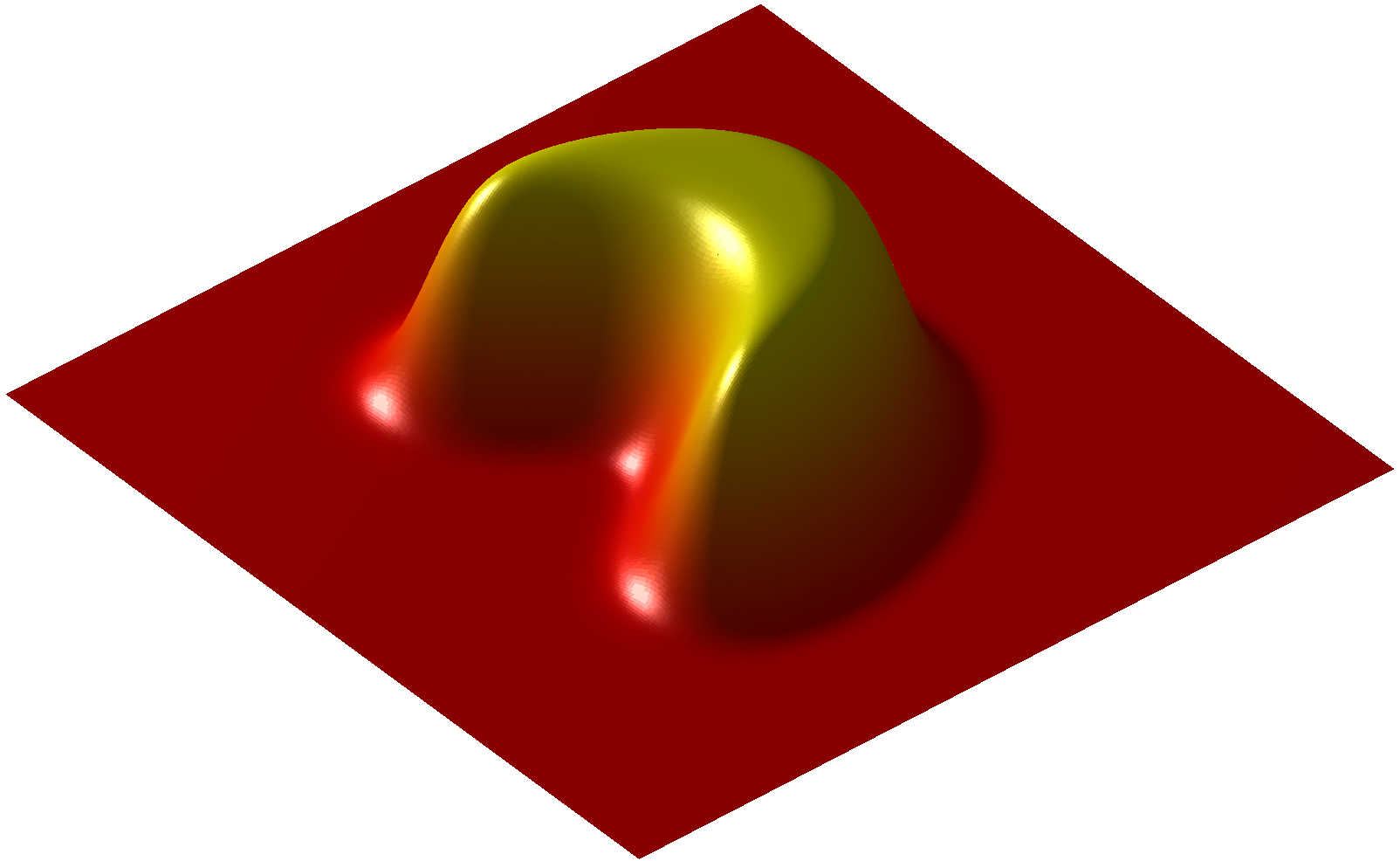
Gràfica d'una funció contínuament diferenciable.

En anàlisi matemàtica, una classe diferenciable és una classificació d'una funció d'acord amb les propietats de les seves derivades. Les classes diferencials d'ordre superior corresponen a l'existència de més derivades. Les funcions que tenen derivades de tots els ordres s'anomenen infinitament contínues, és a dir que té derivades parcials contínues de qualsevol ordre finit.
- Una funció és de classe C¹ si les seves derivades parcials són contínues. Aquestes funcions s'anomenen diferenciables contínues.
- Una funció és de classe Cn, amb n ≥ 1 i constant, si les seves derivades parcials d'ordre n són contínues. Aquestes funcions s'anomenen diferenciables finites.
- Una funció és denominada infinitament diferenciable si és de classe Cn per a tot n o, cosa que és el mateix, és de classe C∞.

Per exemple, les  funcions exponencials són evidentment funcions contínuament diferenciables perquè les seves derivades són sempre contínues.

## Classe diferenciable
Considereu un conjunt obert a la recta real i una funció f definida en aquest conjunt amb valors reals. Sigui k un enter no negatiu. La funció és de classe Ck si les seves derivades f', f'', ..., f(k) existeixen i són contínues (la continuïtat és automàtica per a totes excepte per a l'última, f(k)). La funció f es diu que és de classe C∞, o funció suau, si hi ha totes les derivades de tots els ordres. f és de classe Cω, o analítica, si f és contínuament diferenciable i és igual a la sèrie de Taylor expandida al voltant d'un punt en el seu domini.

## Construcció de funcions segons especificacions
Normalment és útil construir funcions contínuament diferenciables que prenen el valor zero fora d'un interval donat, però no dins d'ell. Això és possible, per altra banda és impossible que una sèrie de potències pugui tenir aquesta propietat. Això prova que hi ha un gran salt entre funcions contínuament diferenciables i funcions analítiques, i que en general les funcions contínuament diferenciables no són necessàriament iguals a les seves sèries de Taylor.
Per donar una construcció explícita d'aquestes funcions, podem començar amb la funció
{\displaystyle f(x)=\left\{{\begin{matrix}e^{-1/x^{2}}&{\mbox{ si }}x\neq 0\\0&{\mbox{ si }}x=0\end{matrix}}\right.}
No només s'ha de
{\displaystyle \lim _{x\to 0}f(x)=0}
sinó que també s'ha
{\displaystyle \lim _{x\to 0}P(x)f(x)=0}
per a qualsevol polinomi {\displaystyle P}, ja que el creixement exponencial amb exponent negatiu domina. Se segueix que totes les derivades de f (x) en zero, són iguals a zero:
{\displaystyle f^{(n)}(0)=0{\mbox{ per a qualsevol }}n\,}
la qual cosa significa que fixant f (x) = 0 per a x ≤ 0 genera una funció contínuament diferenciable. Combinacions com ara f (x) f (1 -x) poden ser fetes amb qualsevol interval necessari com a suport, en aquest cas l'interval [0,1]. Aquest tipus de funcions tenen un comportament extremadament lent prop de 0.

## Espai topològic de les funcions Cki C∞
En un domini fitat D en un espai euclidià, el conjunt de funcions Ck conformen un espai de Banach amb la norma

{\displaystyle \|f\|_{k}=\sup |f|+\sup |f'|+\cdots +\sup |f^{(k)}|}

però, el conjunt de les funcions contínuament diferenciables {\displaystyle \scriptstyle C^{\infty }} és únicament un espai de Fréchet.

## Relació amb la teoria analítica de funcions
Pensant en termes de l'anàlisi complex, una funció com pot ser
{\displaystyle g(z)=\exp \left(-{\frac {1}{z^{2}}}\right)}
és contínuament diferenciable per a valors reals de z, però té una singularitat a z = 0. És a dir, el comportament prop de z = 0 és dolent, però passa que un no pot veure-ho generalment, ja que se sol treballar amb nombres reals.

## Particions de la unitat en funcions contínuament diferenciables
Les funcions contínuament diferenciables amb un suport tancat donat, són utilitzades en la construcció de particions de la unitat diferenciables (veure partició de la unitat); aquestes són essencials en l'estudi de varietats diferenciables, per exemple, mostren que la varietat de Riemann pot ser definida globalment començant per l'existència local d'aquesta. Un cas simple és el d'una funció bump a la recta real, és a dir, una funció contínuament diferenciable f que pren el valor 0 fora de l'interval [a,b] i que compleix que:
f(x) > 0 for a < x < b.
Donat un nombre d'intervals superposats en la recta real, les funcions bump poden ser construïdes en cadascun d'ells, i en els semiintervals (- ∞, ' c] i [d, + ∞) per cobrir la recta sencera, tal que la suma de les funcions sigui sempre 1.
Com s'acaba de dir, particions de la unitat no són aplicables a funcions holomorfes; el seu comportament diferent i la continuació analítica és una de les arrels de la teoria de feixos. En canvi, els feixos de funcions contínuament diferenciables tendeixen a no donar molta informació topològica.

## Mapes suaus de col·lectors
Els mapes suaus entre múltiples llisos poden ser definides per mitjà de gràfics, ja que la idea de la suavitat de la funció és independent de la carta en particular utilitzat. Aquest mapa té una primera derivada definida en vectors tangents, sinó que dona una aplicació lineal de fibra sàvia en el nivell de paquets tangents.

## Definicions avançades
Quan un ha de parlar sobre el conjunt de totes les funcions infinitament diferenciables, i com els elements d'aquest espai quan es comporten diferenciades i integrades, va resumir i portat límits de, llavors resulta que l'espai de totes les funcions llises és una elecció inadequada, ja que deixa de ser complet i tancat sota aquestes operacions. Per a un tractament adequat en aquest cas, s'ha d'utilitzar el concepte d'un espai de Sobolev.